# (73525) 2003 MP8
(73525) 2003 MP8 – planetoida z pasa głównego asteroid okrążająca Słońce w ciągu 3,72 lat w średniej odległości 2,4 j.a. Odkryta 28 czerwca 2003 roku.